# Döntéstámogató rendszer
Az olyan interaktív szoftvereket, amelyek csoportok, közösségek hatékonyabb működését és működtetését, vagy a üzleti folyamatok előrejelzését, követését teszi lehetővé döntéstámogató rendszereknek (Decision Support Systems: DSS) nevezzük. Legjellemzőbb típusai:
- adatorientált vagy adatvezérelt
- kommunikáció-orientált vagy kommunikáció vezérelt
- dokumentumorientált
- tudásorientált
- szimuláció vagy élethelyzet-orientált.

Az informatikai területeken leginkább adatorientált döntéstámogatásról beszélünk. Ez a módszer elsődleges az adatokhoz való hozzáférésre, adatelemzésre, illetve a változatok idősoros megjelenítésén alapulnak; tipikus példája ennek az adattárházak és a ráépülő üzleti intelligencia alkalmazások. Kommunikáció alapú döntéstámogató rendszerről beszélünk akkor, amikor több ember együttes munkáját, strukturált információk rendezését és rendszerezését biztosítjuk - pl. egy teremfoglaló, egy időpontfoglaló rendszer sorolható ide. Dokumentumorientált döntéstámogatás esetében a fő segítő eszköz a dokumentum vagy más, nem strukturált adat megosztásán, kezelésén, változásán keresztül jutunk egy megfelelő döntésre, pl. levélváltások segítségével. Tudásorientált döntéstámogatásnál egy szakértőt vagy a területet behatóan ismerő embert, alkalmazást hívunk segítségül a döntés előkészítésére, pl. rendőrségi konzultációk, mélyelemzések ilyenek. Olykor pedig az segíti a megfelelő döntés létrehozását, ha a valósághoz hasonló modelleket, szimulációkat hozunk létre, amelyekben a hatások vizsgálatával segíthetünk egy-egy döntést előkészíteni.
A döntéstámogató rendszereket szokás osztályozni még fókusz és a folyamat változékonysága alapján is, így beszélhetünk
- múlt orientált (vagy operatív) dinamikus folyamatokat elemző döntéstámogató rendszerekről, amelyek tipikusan a "mi lett volna ha...?" kérdésekkel foglalkozna, pl. hogyan lehetett volna elkerülni egy hibát, mennyire volt jó a reakciója egy-egy vezetésnek, mekkora az objektív nyereség egy-egy döntésvégrehajtáson
- múlt orientált (vagy operatív) statikus folyamatokat elemző döntéstámogató rendszerekről, amelyek egy-egy üzlet, vállalkozás, csoport jelenlegi állapotának (erősségeinek, hiányainak) felmérését célozza
- jövő orientált (vagy stratégiai) dinamikus folyamatokat elemző döntéstámogató rendszerekről, amelyek a jövő előrejelezni igyekeznek, predikciókat szolgáltatnak (pl. tőzsde, időjárás-előrejelzés, churn-elemzés)
- jövő orientált (vagy stratégiai) statikus folyamatokat elemző döntéstámogató rendszerekről, amelyek egy helyzet változásait, trendjeit elemzi

## Adatorientált döntéstámogató rendszerek
Az adatorientált döntéstámogató rendszernek hat potenciálisan jelenlevő szintjét szokás megkülönböztetni a kevéssé értékes nyers adatoktól a hasznos információk felé haladva:
1. adatbázisok
2. adattárház
3. adatkinyerés és -tisztítás
4. adatbányászat
5. riportkészítés és vizualizáció
6. kognitív érzékelés: döntés vagy tudás

Az egyes szintek nem feltétlenül vannak jelen - az első és az utolsó kivételével - minden adatorientált döntéstámogató rendszerben; akár adatbázisokra is lehet építeni döntéseket, illetve kinyerni tudást.

### Története[2]
- az 1960-as években az ismétlődő riportok létrehozása jelentette az adatorientált döntéstámogató rendszerek első lépcsőjét. Angolul: Management Information System volt ekkor a neve. A rendszerek végfelhasználói mindig a legmagasabb szintű vezetők voltak. Az első úttörők a Carnegie Institute of Technology munkatársai Peter Keen és Charles Stabell voltak
- 1971-ben jelent meg a terület dinamikus fejlődését elindító könyv, a Management Decision Systems: Computer-Based Support for Decision Making.
- 1977-ben rendezték meg az első tudományos konferenciákat a témában
- 1979-ben Executive Support Systems lett a neve
- 1982-ben Ralph Sprague és Eric Carlsons könyve a "Building Effective Decision Support Systems" dolgozta ki elméletileg az adatorientált döntéstámogató rendszerek szoftvertechnológia alapjait.
- Az 1990-es években, két fontos személy, Bill Inmon (az adattárházak atyja) és Ralph Kimball (a DSS doktora) kidolgozta egymástól függetlenül, más módszertan és látásmód alapján a relációs adatbázisok elméletén alapuló, gyakorlatban is jól alkalmazható döntéstámogató rendszer felépítésének elvét, amelyet ma is alkalmazunk. A két módszer az elnevezéseken túl kisebb működési eltéréseket is alkalmaz, mindkettő jól használható.
- 1994-ben jelent meg az OLAP, amely új lendületet vitt a döntéstámogató rendszerek fejlődésébe.
- 1995-ben épült meg az első kereskedelmi célú, weborientált adatorientált döntéstámogató rendszer.
- 1999-ben adták át Magyarországon az első nagyméretű adatorientált döntéstámogató rendszert a Magyar Telekom számára.